# Annamanum alboplagiatum
Annamanum alboplagiatum är en skalbaggsart som beskrevs av Stefan von Breuning 1966. Annamanum alboplagiatum ingår i släktet Annamanum och familjen långhorningar. Inga underarter finns listade i Catalogue of Life.